# Maurizio Nichetti
Maurizio Nichetti (Milánó, 1948. május 8. –) olasz filmrendező, színész, forgatókönyvíró, pantomimművész.

## Élete
Mint pantomimes Étienne Decroux-nál tanult.
Filmen először Bruno Bozzetto Allegro non troppo (1977) című filmjében szerepelt.
1979 óta rendez filmeket, és játssza el azok főszerepét. Első saját filmje, a Ratataplan kirobbanó sikert aratott. Filmjeiben a legjobb némafilmes és pantomimes groteszk hagyományokat követi.

## Filmjei
- 1977 – Allegro non troppo
- 1979 – Ratataplan
- 1979 – S.O.S.
- 1980 – Pukk (Ho fatto splash)
- 1983 – Holnap tánc lesz
- 1984 – Quo vadiz?
- 1984 – Bertoldo, Bertoldino és Casaenno
- 1985 – Álmok és szükségletek
- 1986 – Il Bi e il Ba
- 1989 – Szappantolvajok
- 1991 – Érzelmes csodabogarak
- 1993 – Stefano Quantestorie
- 1994 – Két világ hőse
- 1995 – Hógolyó
- 1995 – Tous les jours dimanche
- 1996 – Az egyik és a másik
- 2001 – A szerencsefia
- 2002 – Ciao America
- 2004 – Mammamia!
- 2008 – Dr Clown
- 2011 – Agata e Ulisse
- 2018 - Arrivano I prof

## Díjai
- Ezüst Szalag díj (1980, 1989, 1997)
- moszkvai Arany Szent György-díj (1989): Szappantolvajok
- montreáli legjobb rendezés díja (1991): Érzelmes csodabogarak